# هوغو بروك
هوغو بروك (بالألمانية: Hugo Broch)‏ هو طيار ألماني، ولد في 6 يناير 1922 في لايشلينغن في ألمانيا.